# Romulus Ioanovici
Romulus Ioanovici (n. 1889, Târgu Jiu – d. 1983) a fost un general român, care a luptat în cel de-al doilea război mondial; s-a retras din armata română în 1942. Pentru biografia detailată, vezi: F.A.Oancea: https://www.banatica.ro/media/b32/391-403.pdf

## Funcții militare
- 1941 - Comandantul Brigăzii a 2-a Munte,
- 1941 - Comandantul Diviziei 6 Infanterie,
- 1941 – 1942 - Trecut în Rezervă,
- 11 ianuarie 1942 - 10 februarie 1942 - Rechemat; Comandantul Diviziei 11 Infanterie,
- 1942 - Retrecut în Rezervă,
- 1942 - În retragere.